# 김종대 (법조인)
김종대(金鍾大, 1948년 11월 24일 ~ )는 제22대 창원지방법원장과 헌법재판소 재판관을 역임한 대한민국의 법조인이다.

## 생애
경남 창녕 출신으로 1967년 부산고등학교, 1972년 서울대학교 법과대학을 졸업했다. 1975년 제17회 사법시험에 합격하여 판사로 임용되었다. 2006년까지 부산지법과 대구고법, 부산고법 등 각급법원에서 판사로 일하던 중, 2006년 9월 이용훈 대법원장의 지명을 받아 노무현 대통령에 의해 이른바 '향판'이라 불리는 지역법관 중에는 처음으로 헌법재판소 재판관으로 임명되었다. 헌법재판소 재판관으로 재임 중 6대3으로 위헌이 선고된 일본군위안부의 배상분쟁 해결 부작위 사건에서 위헌의견에 참여하였으며, 퇴임 후에는 이순신 장군을 기념하는 여러 사업에 적극적으로 참여하고 있다.